# Интеграция на циганите в България
Интеграция на циганите в България са опитите за приобщаване на циганите към българското общество. Въпреки че този процес започва още преди Освобождението, дори през XXI век той няма особен успех и продължава да е обект на горещи спорове. Сред проблемите за интеграцията на циганите са техните общностни традиции, в резултат на които повечето от тях живеят в изолирани гета с мизерни условия. Често те не желаят да се образоват, заживяват на съпружески начала от ранна възраст, като създават многолюдни семейства, а сред техните общности се шири висока безработица, бедност и престъпност.

## Държавна политика
Според плана за действие на новосъздадения Национален съвет за сътрудничество по етническите и демографските въпроси към Министерския съвет, целта на този съвет е „преодоляване на неравноправното третиране на ромите чрез ефективно включване в социално-икономическия живот.“ Същият съвет планира да постигне консенсус по политиката и мерките за интегриране на ромите, без да посочва кои организации са въвлечени в обсъждането на съответните политика и мерки и без да посочи кои елементи се нуждаят от консенсус.
Държавата е приела голям брой документи касаещи интеграцията на ромите:
- „Рамкова програма за интеграция на ромите в българското общество“ (1999); [8]
- „Национален план за действие за по-нататъшно прилагане на Рамковата програма“ (2003 – 2004)' [9]
- „Стратегия за образователна интеграция на децата и учениците от етническите малцинства – 11.06.2004 г.“[10]
- „Национален план за действие за изпълнение целите на „Десетилетието на ромското включване (2005 – 2015)““.[11]
  - В изпълнение на последния документ:
    - за откриване на кампанията, на 8 април 2005 година правителството отпуска 29 570 лв.[12]
    - за образованието на ромите през 2005 година е предвиден бюджет един милион лева[13]
- План за действие за изпълнение на Рамковата програма за равноправно интегриране на ромите в българското общество за 2006 г. – документ с посочени точни суми за харчене и изпълнители.[14] В този план има голям брой насочени към ромите мерки, включително 1 650 000 лв. от бюджета на Националния план за действие по заетостта за Национална програма „Ограмотяване и квалификация на роми“ – Приет с РМС от 26.02.2006 г.

Според изказване от 04.07.2006 г. на министър-председателя Сергей Станишев „в продължение на дълги години и в България нямаше цялостна държавна политика за интеграция на ромите.“
Според Йонко Грозев, адвокат от Центъра за либерални стратегии, твърденията за „привилегировано положение на циганите“ са „смехотворни“, тъй като България „няма активна политика за интеграция на роми.“

## Икономически ефект
През 2006 икономистите Лъчезар Богданов и Георги Ангелов публикуват доклад, финансиран от Институт „Отворено общество“, съдържащ оценка на потенциалните разходи и ползи от ефективната интеграция на циганите в обществото. Те оценяват ползите за 10-годишен период по настояща стойност към 2006 на 15 до 30 милиарда лева, а разходите – на 0,7 до 1,1 милиарда лева. Мерките за интеграция, отчетени в анализа, включват промяна в системата на социално подпомагане, която да увеличи стимулите за труд; либерализиране на пазара на труда, включително намаляване или премахване на минималната заплата; намаляване на облагането на труда с данъци и осигуровки; обвързване на финансирането на училищата с броя на учениците и качеството на обучението им. Като потенциални ползи са отчетени намаляването на социалните помощи, увеличаването на положения труд и произведените блага, намалената смъртност и престъпност.

## Различни аргументи

### Расизъм, насочен срещу циганите
Международни правозащитнически организации често критикуват отношението към циганите в България. В доклад на Amnesty International от май 2006 година има отделна точка за „Дискриминация спрямо роми“ с посочени четири конкретни случая , . Нарушаването на човешките права на хора с ромски произход продължава да фигурира в доклада на Amnesty International и през 2007 година, като отделно внимание е обърнато на насилственото изселване на роми от софийски гета. Случаи на насилие и дискриминация срещу лица от ромски етнос фигурират във всеки от годишните доклади на правозащитната организция Български хелзинкски комитет.

### Ощетяване на циганите от прехода
Някои изследователи на циганите, например Илона Томова, констатират, че до прехода около половината от тях работят в сферата на кооперираното селско стопанство. Тъй като преди 1944 г. повечето цигани не са притежавали земя, с връщането на земята на бившите собственици и премахването на кооперативните стопанства мнозинството от тях биват лишени от поминък.  Томова казва по-нататък в доклада си:
„...поради ниския си образователен статус се оказват най-депремираната етническа общност в страната...Ситуацията се „нагнетява“ допълнително и от изключителната, а по-скоро демонстративна загриженост на задгранични неправителствени (фондации и др.) организации, които – реално или привидно проявяват изключителна загриженост за безработицата, бездомността, безперспективността на българските циганите, без да я съотнасят спрямо идентичната съдба на всички останали българи. У последните зрее ропот. На всекидневно равнище формулировката му е: ”С какво циганите са по-добри от всички нас, щото отново да бъдат „привилегировани“, а ние – отново дискриминирани?!“
Клод Кан, директор на програмите на Европейския център за права на циганите, смята, че в цяла централна и източна Европа много бивши „интегрирани“ цигански семейства „след промените през 1989 г. внезапно откриват, че отново ги изтласкват от обществото – че те първи губят работата си, че приятелите им не-цигани ги изоставят, че са маргинализирани спрямо всички общности – цигани и нецигани. 
Според информация от Дойчландрадио, повторена от българските медии, историкът Волфганг Виперман е критикувал България за това, че не спазва правата на циганското малцинство. Според него, „десетилетието на Ромското включване“ не се изпълнява: ромският език и култура не са защитени; циганите не за защитени от социално обедняване; те не са допускани до пазара на труда и до образование, като съзнателно им се пречи в това отношение, а защитата им от преследване и обезправяване не е гарантирана.

### Гетоизация
Концентрацията на циганско население с ниски доходи води до образуване на гета с ниско качество на обществените услуги.
Пример за това е квартал „Столипиново“ в Пловдив, където в първите години на XXI век възниква криза с електроразпределението. Лошата техническа инфраструктура води до чести прекъсвания на електроснабдяването, а голяма част от консуматорите изобщо не плащат за използваното електричество, като неизплатените задължения достигат до 6,5 милиона лева. Проблемът придобива публичност и в защита на длъжниците се изказват лидерът на Движението за права и свободи Ахмед Доган и депутатката в Европейския парламент Елс де Хрун. След приватизацията на електроразпределителната мрежа, около 2007 година проблемът е решен с допълнителни инвестиции в инфраструктурата и подобрена организация при събирането на задълженията.
Хигиената в кварталите, обитавани предимно от цигани, е на много ниско ниво, като обикновено липсват електричество, отходни системи и течаща вода. През лятото и есента на 2006 година в Пловдив се развива епидемия от хепатит А, като по данни на Националния медицински координационен център само до 20 септември от 886 заболели, 637 са в „Столипиново“ и 92 в „Шекер махала“. Според министъра на здравеопазването Радослав Гайдарски причината е в ниската хигиена в гетата. Вестник Капитал описва камари боклуци, достигащи 1 м. Община Пловдив дори е принудена да поиска полиция да следи за чистотата в квартала, защото циганите предпочитат да изхвърлят битовите си отпадъци през балконите
Епидемията е овладяна с безплатно ваксиниране на децата от гетата. Мерките пораждат недоволство сред българите тъй като за децата извън „Столипиново“ ваксината не е безплатна. 
През септември 2006 година родителите на учениците от 3-ти „А“ клас на пловдивското училище „Христо Ботев“ отказват да пуснат децата си на училище, защото там учат и 13 циганчета от квартал „Столипиново“. 

### Роля в популяризирането на крайната десница
Някои коментатори свързват неуспехите в интеграцията на циганите с популяризирането на крайната десница в страната. Така в свое интервю от 2005 година Емил Кало, председател на Организацията на евреите в България „Шалом“, казва, че липсата на държавна политика за интеграция на циганите е важен фактор за ранните успехи на крайнодясната партия „Атака“, която той определя като фашистка. Чест аргумент на крайната десница е, че усилията за интеграция на циганите са предлог за тяхното поставяни в привилегирована позиция по отношение на останалото население.

### Критика към морала на циганите
Има случаи на кражби на релси от действащи ЖП линии извършвани от цигани, въпреки опасността да стане катастрофа и да загинат хора.
При станалите през 2005 г. наводнения, 2500 пострадали цигани са подслонени в училище „Кирил и Методий“ в Ихтиман. По врече на престоя им там са откраднати много учебни пособия, разбити са складове и са счупени чинове..
Момичетата от цигански произход в България традиционно встъпват във фактическо съжителство и често раждат деца, на възраст от 13 до 19 години. При момчетата подобни очаквания има от 15 г. до 21 г. Проблемен момент при данните от националните преброявания е невъзможността да се открои фактът, че първият юридически брак при циганите често е легитимация на второ, трето или още по-късно фактическо съжителство. Ромската общност в България възприема като „стари моми“ неомъжените момичета, на възраст над 19 – 23 години.

## Позиция на българските националистически организации и партии
За ВМРО-БНД, партия Атака и БНС, интеграцията включва еднакви задължения и отговорност пред закона за малцинствата, като неотделима от правата част. Според тях специално внимание към един етнос под предлог спазване на човешки права, го поставя в привилегирована по отношение на останалото население позиция и е дискриминационно по своята същност. Тази позиция не е изолирана и се споделя от немалко обикновени българи.